# Alessandro Gatta
Alessandro Gatta (Napoli, 25 gennaio 1899 – 14 novembre 1975) è stato un politico italiano, deputato dell'Assemblea Costituente.